# Kanada i olympiska sommarspelen 2012
Kanada deltog i de olympiska sommarspelen 2012 som ägde rum i London i Storbritannien mellan den 27 juli och den 12 augusti 2012.

## Medaljörer
| Medalj | Namn | Sport         | Gren                    |
| ------ | --- | ------------- | ----------------------- |
| Guld   | Rosannagh MacLennan | Gymnastik     | Damernas trampolin      |
| Guld   | Christine Girard | Tyngdlyftning | Damernas 63 kg          |
| Silver | Tonya Verbeek | Brottning     | Damernas 55 kg          |
| Silver | Derek Drouin | Friidrott     | Herrarnas höjdhopp      |
| Silver | Adam van Koeverden | Kanotsport    | Herrarnas K-1 1000 m    |
| Silver | Gabriel Bergen Jeremiah Brown Andrew Byrnes Will Crothers Douglas Csima Robert Gibson Malcolm Howard Conlin McCabe Brian Price                      | Rodd          | Herrarnas åtta          |
| Silver | Ashley Brzozowicz Janine Hanson Krista Guloien Darcy Marquardt Natalie Mastracci Andréanne Morin Lesley Thompson Rachelle Viinberg Lauren Wilkinson | Rodd          | Damernas åtta           |
| Silver | Ryan Cochrane | Simning       | Herrarnas 1500 m frisim |
| Brons  | Carol Huynh | Brottning     | Damernas 48 kg          |
| Brons  | Tara Whitten Gillian Carleton Jasmin Glaesser | Cykling       | Damernas lagförföljelse |
| Brons  | Kanadas damlandslag i fotboll | Fotboll       | Damernas turnering      |
| Brons  | Antoine Valois-Fortier | Judo          | Herrarnas 81 kg         |
| Brons  | Mark Oldershaw | Kanotsport    | Herrarnas C-1 1000 m    |
| Brons  | Mark de Jonge | Kanotsport    | Herrarnas K-1 200 m     |
| Brons  | Jennifer Abel Émilie Heymans | Simhopp       | Damernas svikt, par     |
| Brons  | Meaghan Benfeito Roseline Filion | Simhopp       | Damernas höga hopp, par |
| Brons  | Brent Hayden | Simning       | Herrarnas 100 m frisim  |
| Brons  | Richard Weinberger | Simning       | Herrarnas 10 km maraton |

## Badminton
| Spelare                     | Gren        | Gruppnivå                                       | Gruppnivå                                  | Gruppnivå                                   | Gruppnivå | Eliminering       | Kvartsfinal                              | Semifinal                                   | Final / brons                          | Final / brons    |
| Spelare                     | Gren        | Motståndare Poäng                               | Motståndare Poäng                          | Motståndare Poäng                           | Placering | Motståndare Poäng | Motståndare Poäng                        | Motståndare Poäng                           | Motståndare Poäng                      | Placering        |
| --------------------------- | ----------- | ----------------------------------------------- | ------------------------------------------ | ------------------------------------------- | --------- | ----------------- | ---------------------------------------- | ------------------------------------------- | -------------------------------------- | ---------------- |
| Michelle Li                 | Damsingel   | Wang Yh (CHN) L 8–21, 16–21                     | i.u.                                       | i.u.                                        | 2         | Gick inte vidare  | Gick inte vidare                         | Gick inte vidare                            | Gick inte vidare                       | Gick inte vidare |
| Michelle Li Alexandra Bruce | Damdubbel   | Wang Xl Yu Y (CHN) W 21–0, 21–0 DSQ             | Jung K-e / Kim H-n (KOR) W 21–0, 21–0 DSQ  | Sorokina / Vislova (RUS) L 8–21, 10–21      | 2         | i.u.              | Choo / Veeran (AUS) W 21–9, 18–21, 21–18 | Fujii / Kakiiwa (JPN) L 12–21, 21–19, 13–21 | Sorokina / Vislova (RUS) L 9–21, 10–21 | 4                |
| Grace Gao Toby Ng           | Mixeddubbel | Fischer Nielsen / Pedersen (DEN) L 12–21, 11–21 | Ikeda / Shiota (JPN) L 10–21, 21–11, 15–21 | Mateusiak / Kostiuczyk (POL) L 13–21, 16–21 | 3         | i.u.              | Gick inte vidare                         | Gick inte vidare                            | Gick inte vidare                       | Gick inte vidare |

## Basket

### Damer
| \| \| Pos. \| Namn \| \| Klubb \| \| \| ---- \| ------------------------- \| \| ----- \| \| \| \| Krista Phillips (CAN) \| \| \| \| \| \| Teresa Gabriele (CAN) \| \| \| \| \| \| Shona Thorburn (CAN) \| \| \| \| \| \| Courtnay Pilypaitis (CAN) \| \| \| \| \| \| Kim Smith (CAN) \| \| \| \| \| \| Miranda Ayim (CAN) \| \| \| \| \| \| Alisha Tatham (CAN) \| \| \| \| \| \| Natalie Achonwa (CAN) \| \| \| \| \| \| Lizanne Murphy (CAN) \| \| \| \| \| \| Tamara Tatham (CAN) \| \| \| \| \| \| Chelsea Aubry (CAN) \| \| \| \| \| \| Michelle Plouffe (CAN) \| \| \| | Förbundskapten(-er): (?)                     |                           |  |       |
| \| \| Pos. \| Namn \| \| Klubb \| \| \| ---- \| ------------------------- \| \| ----- \| \| \| \| Krista Phillips (CAN) \| \| \| \| \| \| Teresa Gabriele (CAN) \| \| \| \| \| \| Shona Thorburn (CAN) \| \| \| \| \| \| Courtnay Pilypaitis (CAN) \| \| \| \| \| \| Kim Smith (CAN) \| \| \| \| \| \| Miranda Ayim (CAN) \| \| \| \| \| \| Alisha Tatham (CAN) \| \| \| \| \| \| Natalie Achonwa (CAN) \| \| \| \| \| \| Lizanne Murphy (CAN) \| \| \| \| \| \| Tamara Tatham (CAN) \| \| \| \| \| \| Chelsea Aubry (CAN) \| \| \| \| \| \| Michelle Plouffe (CAN) \| \| \| | Positioner: G - Guard C - Center F - Forward |                           |  |       |
| \| \| Pos. \| Namn \| \| Klubb \| \| \| ---- \| ------------------------- \| \| ----- \| \| \| \| Krista Phillips (CAN) \| \| \| \| \| \| Teresa Gabriele (CAN) \| \| \| \| \| \| Shona Thorburn (CAN) \| \| \| \| \| \| Courtnay Pilypaitis (CAN) \| \| \| \| \| \| Kim Smith (CAN) \| \| \| \| \| \| Miranda Ayim (CAN) \| \| \| \| \| \| Alisha Tatham (CAN) \| \| \| \| \| \| Natalie Achonwa (CAN) \| \| \| \| \| \| Lizanne Murphy (CAN) \| \| \| \| \| \| Tamara Tatham (CAN) \| \| \| \| \| \| Chelsea Aubry (CAN) \| \| \| \| \| \| Michelle Plouffe (CAN) \| \| \| | Spelarnas klubb per 27 juli 2012.            |                           |  |       |
| | Pos.                                         | Namn                      |  | Klubb |
| |                                              | Krista Phillips (CAN)     |  |       |
| |                                              | Teresa Gabriele (CAN)     |  |       |
| |                                              | Shona Thorburn (CAN)      |  |       |
| |                                              | Courtnay Pilypaitis (CAN) |  |       |
| |                                              | Kim Smith (CAN)           |  |       |
| |                                              | Miranda Ayim (CAN)        |  |       |
| |                                              | Alisha Tatham (CAN)       |  |       |
| |                                              | Natalie Achonwa (CAN)     |  |       |
| |                                              | Lizanne Murphy (CAN)      |  |       |
| |                                              | Tamara Tatham (CAN)       |  |       |
| |                                              | Chelsea Aubry (CAN)       |  |       |
| |                                              | Michelle Plouffe (CAN)    |  |       |

#### Gruppspel
| Lag            | S | V | O | F | GM  | IM  | MS  | P  |
| -------------- | - | - | - | - | --- | --- | --- | -- |
| Frankrike      | 5 | 5 | 0 | 0 | 356 | 319 | +37 | 10 |
| Australien     | 5 | 4 | 0 | 1 | 353 | 322 | +31 | 9  |
| Ryssland       | 5 | 3 | 0 | 2 | 314 | 308 | +6  | 8  |
| Kanada         | 5 | 2 | 0 | 3 | 328 | 332 | −4  | 7  |
| Brasilien      | 5 | 1 | 0 | 4 | 329 | 354 | −25 | 6  |
| Storbritannien | 5 | 0 | 0 | 5 | 327 | 372 | −45 | 5  |

|  | 28 juli 2012 | Kanada | 53–58 | Ryssland | Basketball Arena, London |  |
|  |              |        |       |          |                          |  |
|  |              |        |       |          |                          |  |
|  |              |        |       |          |                          |  |

|  | 30 juli 2012 | Storbritannien | 65–73 | Kanada | Basketball Arena, London |  |
|  |              |                |       |        |                          |  |
|  |              |                |       |        |                          |  |
|  |              |                |       |        |                          |  |

|  | 1 augusti 2012 | Kanada | 60–64 | Frankrike | Basketball Arena, London |  |
|  |                |        |       |           |                          |  |
|  |                |        |       |           |                          |  |
|  |                |        |       |           |                          |  |

|  | 3 augusti 2012 | Brasilien | 73–79 | Kanada | Basketball Arena, London |  |
|  |                |           |       |        |                          |  |
|  |                |           |       |        |                          |  |
|  |                |           |       |        |                          |  |

|  | 5 augusti 2012 | Kanada | 63–72 | Australien | Basketball Arena, London |  |
|  |                |        |       |            |                          |  |
|  |                |        |       |            |                          |  |
|  |                |        |       |            |                          |  |

#### Slutspel
|  | Kvartsfinal | Kvartsfinal | Kvartsfinal |    |    | Semifinal | Semifinal | Semifinal  |            |            | Final      | Final    | Final |
|  |             |             |             |    |    |           |           |            |            |            |            |          |       |
|  | A1          | USA         | 91          |    |    |           |           |            |            |            |            |          |       |
|  |             |             | 91          |    |    |           |           |            |            |            |            |          |       |
|  | B4          | Kanada      | 48          |    |    |           |           |            |            |            |            |          |       |
|  | B4          | Kanada      | 48          |    |    | USA       | 86        |            |            |            |            |          |       |
|  |             |             |             |    |    | USA       | 86        |            |            |            |            |          |       |
|  |             |             | Australien  | 73 |    |           |           |            |            |            |            |          |       |
|  | B2          | Australien  | Australien  | 73 | 75 |           |           |            |            |            |            |          |       |
|  | B2          | Australien  |             |    | 75 |           |           |            |            |            |            |          |       |
|  | A3          | Kina        | 60          |    |    |           |           |            |            |            |            |          |       |
|  |             |             |             |    |    |           |           |            |            |            | USA        | 86       |       |
|  |             |             |             |    |    |           |           |            |            |            | Frankrike  | 50       |       |
|  | B1          | Frankrike   | 71          |    |    |           |           |            |            |            |            |          |       |
|  | B1          | Frankrike   | 71          |    |    |           |           |            |            |            |            |          |       |
|  | A4          | Tjeckien    | 68          |    |    |           |           |            |            |            |            |          |       |
|  | A4          | Tjeckien    | 68          |    |    | Frankrike | 81        |            | Bronsmatch | Bronsmatch | Bronsmatch |          |       |
|  |             |             |             |    |    | Frankrike | 81        |            | Bronsmatch | Bronsmatch | Bronsmatch |          |       |
|  |             |             | Ryssland    | 64 |    |           |           |            |            |            |            |          |       |
|  | A2          | Turkiet     | Ryssland    | 64 | 63 |           |           | Australien | 83         |            |            |          |       |
|  | A2          | Turkiet     |             |    | 63 |           |           | Australien | 83         |            |            |          |       |
|  | B3          | Ryssland    | 66          |    |    |           |           |            |            |            |            | Ryssland | 74    |
|  |             |             |             |    |    |           |           |            |            |            |            |          |       |

## Bordtennis
| Spelare                             | Gren                 | Inledande omgång      | Runda 1              | Runda 2              | Runda 3              | Runda 4              | Kvartsfinal          | Semifinal            | Final                | Final            |
| Spelare                             | Gren                 | Motståndare Resultat  | Motståndare Resultat | Motståndare Resultat | Motståndare Resultat | Motståndare Resultat | Motståndare Resultat | Motståndare Resultat | Motståndare Resultat | Placering        |
| ----------------------------------- | -------------------- | --------------------- | -------------------- | -------------------- | -------------------- | -------------------- | -------------------- | -------------------- | -------------------- | ---------------- |
| Pierre-Luc Hinse                    | Herrsingel           | Bye                   | Burģis (LAT) L (2–3) | Gick inte vidare     | Gick inte vidare     | Gick inte vidare     | Gick inte vidare     | Gick inte vidare     | Gick inte vidare     | Gick inte vidare |
| Andre Ho                            | Herrsingel           | Toriola (NGR) L (1–4) | Gick inte vidare     | Gick inte vidare     | Gick inte vidare     | Gick inte vidare     | Gick inte vidare     | Gick inte vidare     | Gick inte vidare     | Gick inte vidare |
| Pierre-Luc Hinse Andre Ho Zhen Wang | Herrarnas lagtävling | i.u.                  | i.u.                 | i.u.                 | i.u.                 | Japan L (3–0)        | Gick inte vidare     | Gick inte vidare     | Gick inte vidare     | Gick inte vidare |
| Zhang Mo                            | Damsingel            | Majdi (QAT) W (4–0)   | Hu (TUR) W (4–3)     | Li (AUT) L (1–4)     | Gick inte vidare     | Gick inte vidare     | Gick inte vidare     | Gick inte vidare     | Gick inte vidare     | Gick inte vidare |

## Boxning
| Boxare         | Gren                    | Sextondelsfinal      | Åttondelsfinal        | Kvartsfinal          | Semifinal            | Final                | Final            |
| Boxare         | Gren                    | Motståndare Resultat | Motståndare Resultat  | Motståndare Resultat | Motståndare Resultat | Motståndare Resultat | Placering        |
| -------------- | ----------------------- | -------------------- | --------------------- | -------------------- | -------------------- | -------------------- | ---------------- |
| Custio Clayton | Herrarnas weltervikt    | Molina (MEX) W 12–8  | Hammond (AUS) W 14–11 | Evans (GBR) L 14–14+ | Gick inte vidare     | Gick inte vidare     | Gick inte vidare |
| Simon Kean     | Herrarnas supertungvikt | i.u.                 | Yoka (FRA) W 16+–16   | Dytjko (KAZ) L 6–20  | Gick inte vidare     | Gick inte vidare     | Gick inte vidare |
| Mary Spencer   | Damernas mellanvikt     | i.u.                 | Bye                   | Li Jz (CHN) L 14–17  | Gick inte vidare     | Gick inte vidare     | Gick inte vidare |

## Brottning

### Herrar, fristil
| Brottare       | Gren    | Kvalomgång              | Åttondelsfinal       | Kvartsfinal           | Semifinal            | Återkval 1           | Återkval 2           | Final / Brons        | Final / Brons |
| Brottare       | Gren    | Motståndare Resultat    | Motståndare Resultat | Motståndare Resultat  | Motståndare Resultat | Motståndare Resultat | Motståndare Resultat | Motståndare Resultat | Placering     |
| -------------- | ------- | ----------------------- | -------------------- | --------------------- | -------------------- | -------------------- | -------------------- | -------------------- | ------------- |
| David Tremblay | -55 kg  | BYE                     | Peker (TUR) L 1–3    | Gick inte vidare      | Gick inte vidare     | Gick inte vidare     | Gick inte vidare     | Gick inte vidare     | 16            |
| Haislan Garcia | -66 kg  | Ben Aleyech (TUN) W 3–1 | Yusupov (TJK) W 3–1  | Yonemitsu (JPN) L 1–3 | Gick inte vidare     | BYE                  | L López (CUB) L 1–3  | Gick inte vidare     | 7             |
| Matt Gentry    | -74 kg  | BYE                     | Yadav (IND) W 3–1    | Burroughs (USA) L 1–3 | Gick inte vidare     | BYE                  | Soler (PUR) W 3–0    | Tsargush (RUS) L 0–3 | 5             |
| Khetag Pliev   | -96 kg  | BYE                     | Lacerra (CUB) W 3–1  | Varner (USA) L 0–3    | Gick inte vidare     | BYE                  | Kurbanov (UZB) L 1–3 | Gick inte vidare     | 10            |
| Arjan Bhullar  | -120 kg | BYE                     | Ghasemi (IRI) L 0–3  | Gick inte vidare      | Gick inte vidare     | Gick inte vidare     | Gick inte vidare     | Gick inte vidare     | 13            |

### Damer, fristil
| Brottare          | Gren   | Kvalomgång           | Åttondelsfinal       | Kvartsfinal               | Semifinal            | Återkval 1           | Återkval 2            | Final / brons               | Final / brons |
| Brottare          | Gren   | Motståndare Resultat | Motståndare Resultat | Motståndare Resultat      | Motståndare Resultat | Motståndare Resultat | Motståndare Resultat  | Motståndare Resultat        | Placering     |
| ----------------- | ------ | -------------------- | -------------------- | ------------------------- | -------------------- | -------------------- | --------------------- | --------------------------- | ------------- |
| Carol Huynh       | -48 kg | BYE                  | Nguyen (VIE) W 5–0   | Kaladzinskaya (BLR) W 3–0 | Obara (JPN) L 1–3    | BYE                  | BYE                   | Sambou (SEN) W 3–0          | 3             |
| Tonya Verbeek     | -55 kg | BYE                  | Phogat (IND) W 3–1   | Lazareva (UKR) W 3–0      | Rentería (COL) W 3–0 | BYE                  | BYE                   | Yoshida (JPN) L 0–3         | 2             |
| Martine Dugrenier | -63 kg | BYE                  | Icho (JPN) L 1–3     | Gick inte vidare          | Gick inte vidare     | BYE                  | Johansson (SWE) W 3–1 | Soronzonboldiin (MGL) L 0–3 | 5             |
| Leah Callahan     | -72 kg | BYE                  | Ochirbat (MGL) L 0–3 | Gick inte vidare          | Gick inte vidare     | Gick inte vidare     | Gick inte vidare      | Gick inte vidare            | 18            |

## Bågskytte
| Bågskytt           | Gren                   | Ranking-runda | Ranking-runda | 32-delsfinal             | Sextondelsfinal   | Åttondelsfinal    | Kvartsfinal       | Semifinal         | Final             | Final            |
| Bågskytt           | Gren                   | Poäng         | Seedning      | Motståndare Poäng        | Motståndare Poäng | Motståndare Poäng | Motståndare Poäng | Motståndare Poäng | Motståndare Poäng | Placering        |
| ------------------ | ---------------------- | ------------- | ------------- | ------------------------ | ----------------- | ----------------- | ----------------- | ----------------- | ----------------- | ---------------- |
| Crispin Duenas     | Herrarnas individuella | 678           | 8             | El-Nemr (EGY) (57) L 2–6 | Gick inte vidare  | Gick inte vidare  | Gick inte vidare  | Gick inte vidare  | Gick inte vidare  | Gick inte vidare |
| Marie-Pier Beaudet | Damernas individuella  | 645           | 29            | Laursen (DEN) (36) L 3–7 | Gick inte vidare  | Gick inte vidare  | Gick inte vidare  | Gick inte vidare  | Gick inte vidare  | Gick inte vidare |

## Cykling

### Landsväg
| Cyklist            | Gren                | Tid      | Placering |
| ------------------ | ------------------- | -------- | --------- |
| Ryder Hesjedal     | Herrarnas linjelopp | 5:46:37  | 62        |
| Ryder Hesjedal     | Herrarnas tempolopp | 56:06.18 | 28        |
| Clara Hughes       | Damernas linjelopp  | 3:36:01  | 32        |
| Clara Hughes       | Damernas tempolopp  | 38:28.96 | 5         |
| Denise Ramsden     | Damernas linjelopp  | 3:35:56  | 27        |
| Denise Ramsden     | Damernas tempolopp  | 41:44.81 | 19        |
| Joëlle Numainville | Damernas linjelopp  | 3:35:56  | 12        |

### Bana

#### Sprint
| Cyklist          | Gren            | Kvalomgång           | Kvalomgång | Omgång 1                         | Återkval 1                                | Omgång 2                         | Återkval 2                       | Kvartsfinal                      | Semifinal                        | Final                                                    | Final     |
| Cyklist          | Gren            | Tid Hastighet (km/h) | Placering  | Motståndare Tid Hastighet (km/h) | Motståndare Tid Hastighet (km/h)          | Motståndare Tid Hastighet (km/h) | Motståndare Tid Hastighet (km/h) | Motståndare Tid Hastighet (km/h) | Motståndare Tid Hastighet (km/h) | Motståndare Tid Hastighet (km/h)                         | Placering |
| ---------------- | --------------- | -------------------- | ---------- | -------------------------------- | ----------------------------------------- | -------------------------------- | -------------------------------- | -------------------------------- | -------------------------------- | -------------------------------------------------------- | --------- |
| Monique Sullivan | Damernas sprint | 11.347 63.452        | 12         | Lee W S (HKG) L                  | Lee H-J (KOR) Maeda (JPN) W 11.572 62.219 | Meares (AUS) L                   | Panarina (BLR) Maeda (JPN) L     | Gick inte vidare                 | Gick inte vidare                 | 9:e plats-final Kanis (NED) Lee W S (HKG) Hansen (NZL) L | 11        |

#### Keirin
| Cyklist          | Gren             | 1:a omgången | Återkval  | 2:a omgången     | Final     |
| Cyklist          | Gren             | Placering    | Placering | Placering        | Placering |
| ---------------- | ---------------- | ------------ | --------- | ---------------- | --------- |
| Joseph Veloce    | Herrarnas keirin | 4 R          | 4         | Gick inte vidare | 13        |
| Monique Sullivan | Damernas keirin  | 5 R          | 3 Q       | 2 Q              | 6         |

#### Förföljelse
| Cyklist                                       | Gren                    | Kvalomgång | Kvalomgång | Semifinal            | Semifinal | Final                | Final     |
| Cyklist                                       | Gren                    | Tid        | Placering  | Motståndare resultat | Placering | Motståndare resultat | Placering |
| --------------------------------------------- | ----------------------- | ---------- | ---------- | -------------------- | --------- | -------------------- | --------- |
| Gillian Carleton Jasmin Glaesser Tara Whitten | Damernas lagförföljelse | 3:19.816   | 4 Q        | 3:17.454             | 4 Q       | 3:17.915             | 3         |

#### Omnium
| Cyklist      | Gren             | Flygande varv | Flygande varv | Poänglopp | Poänglopp | Elimineringslopp | Ind. förföljelse | Ind. förföljelse | Scratch   | Tidskval | Tidskval  | Totalpoäng | Placering |
| Cyklist      | Gren             | Tid           | Placering     | Poäng     | Placering | Placering        | Tid              | Placering        | Placering | Tid      | Placering | Totalpoäng | Placering |
| ------------ | ---------------- | ------------- | ------------- | --------- | --------- | ---------------- | ---------------- | ---------------- | --------- | -------- | --------- | ---------- | --------- |
| Zachary Bell | Herrarnas omnium | 13.406        | 7             | 4         | 13        | 10               | 4:29.411         | 8                | 1         | 1:04.328 | 10        | 49         | 8         |
| Tara Whitten | Damernas omnium  | 14.516        | 7             | 28        | 3         | 8                | 3:31.113         | 3                | 6         | 36.509   | 10        | 37         | 4         |

### Mountainbike
| Cyklist           | Gren                  | Tid            | Placering      |
| ----------------- | --------------------- | -------------- | -------------- |
| Geoff Kabush      | Herrarnas terränglopp | 1:30:43        | 8              |
| Max Plaxton       | Herrarnas terränglopp | Did not finish | Did not finish |
| Emily Batty       | Damernas terränglopp  | 1:40:37        | 20             |
| Catharine Pendrel | Damernas terränglopp  | 1:34:28        | 9              |

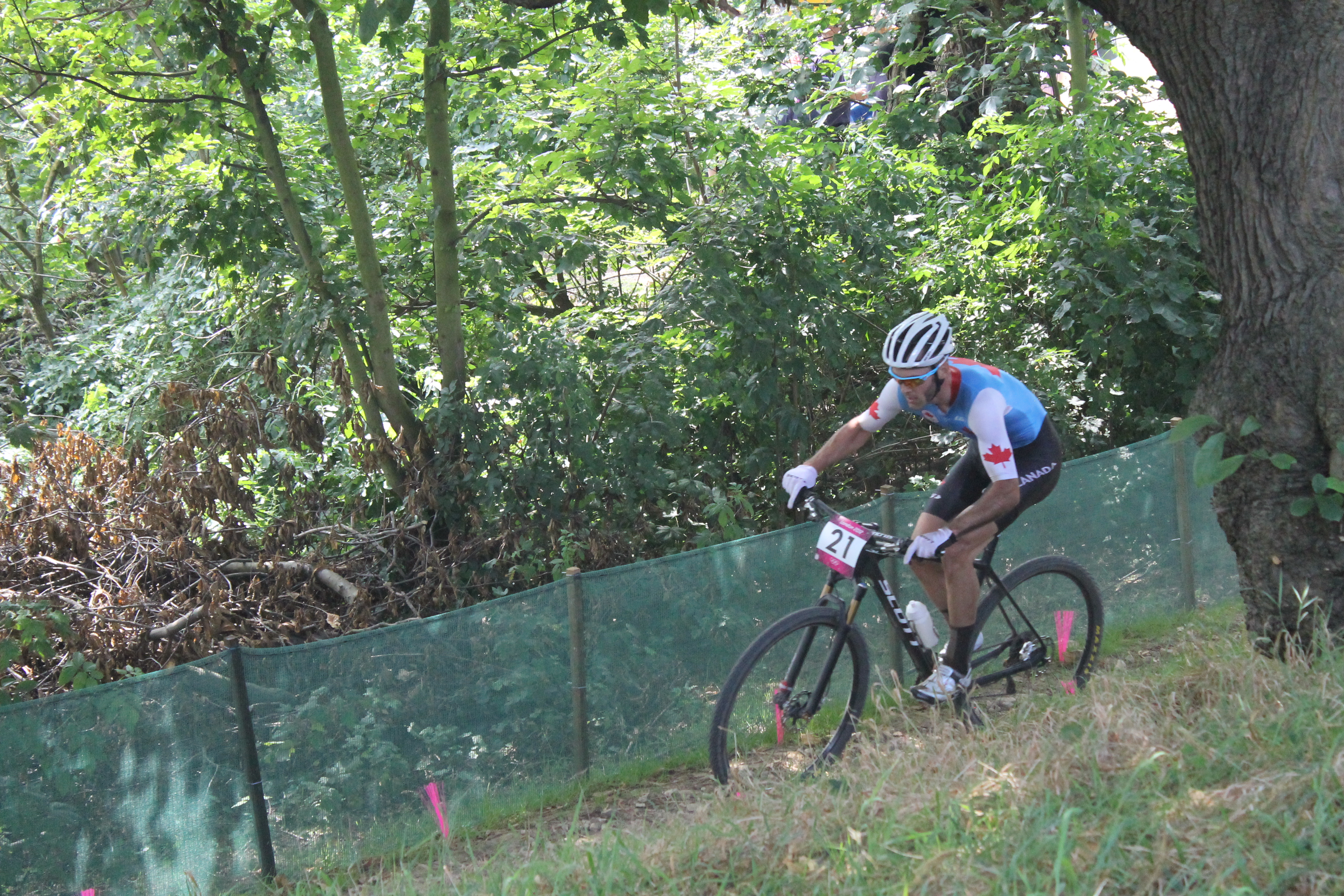
Geoff Kabush i herrarnas terränglopp
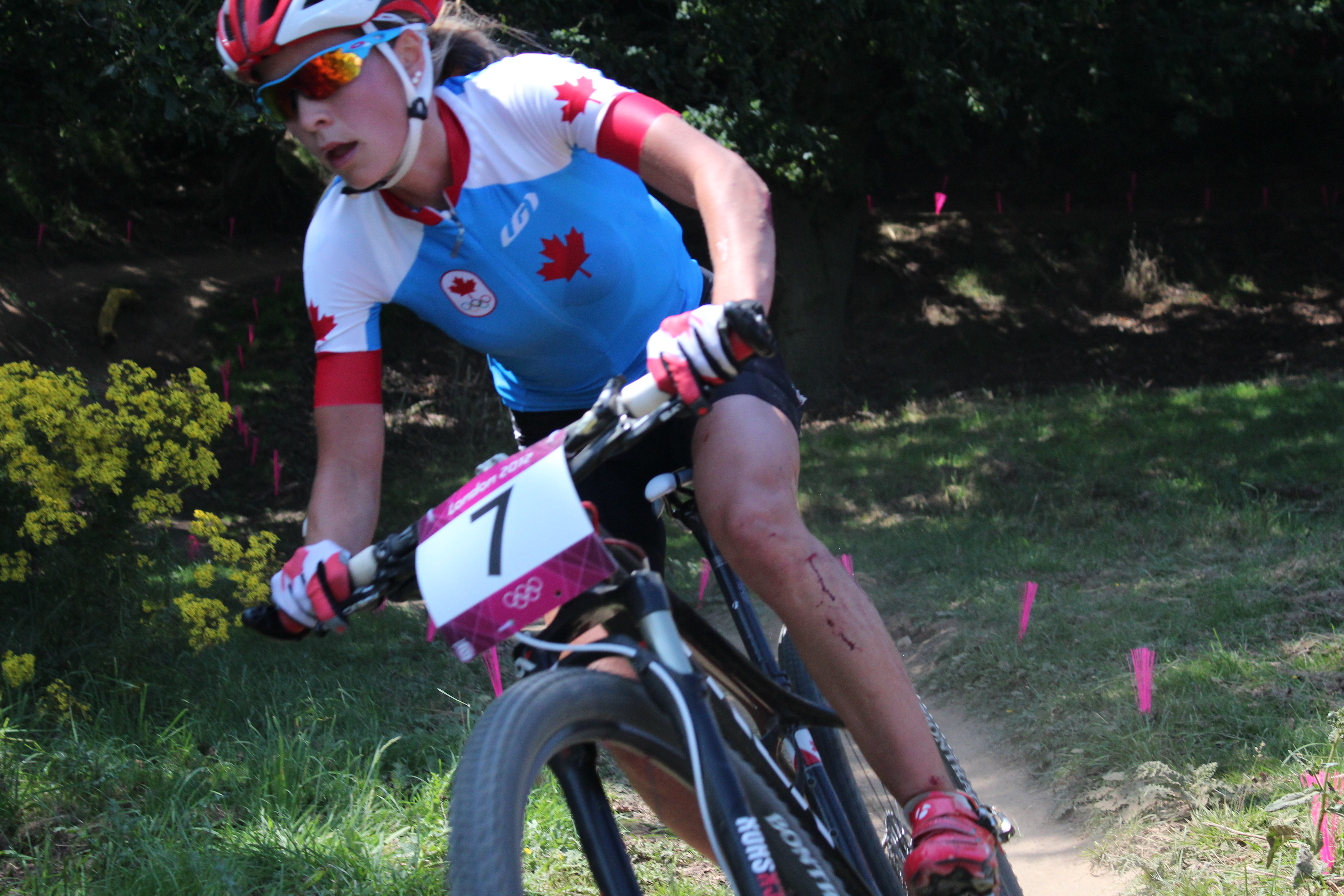
Emily Batty i damernas terränglopp

### BMX
| Cyklist     | Gren          | Seedning | Seedning  | Kvartsfinal | Kvartsfinal | Semifinal        | Semifinal        | Final            | Final            |
| Cyklist     | Gren          | Resultat | Placering | Poäng       | Placering   | Poäng            | Placering        | Resultat         | Placering        |
| ----------- | ------------- | -------- | --------- | ----------- | ----------- | ---------------- | ---------------- | ---------------- | ---------------- |
| Tory Nyhaug | Herrarnas BMX | 39.515   | 20        | 20          | 5           | Gick inte vidare | Gick inte vidare | Gick inte vidare | Gick inte vidare |

## Friidrott
Förkortningar
- Notera – Placeringar gäller endast den tävlandes eget heat
- Q = Kvalificerade sig till nästa omgång via placering
- q = Kvalificerade sig på tid eller, i fältgrenarna, på placering utan att ha nått kvalgränsen
- NR = Nationellt rekord
- N/A = Omgången inte möjlig i grenen
- Bye = Idrottaren behövde inte delta i omgången

### Herrar

#### Bana och väg
| Idrottare                                                   | Gren           | Heat     | Heat      | Kvartsfinal | Kvartsfinal | Semifinal        | Semifinal        | Final            | Final            |
| Idrottare                                                   | Gren           | Resultat | Placering | Resultat    | Placering   | Resultat         | Placering        | Resultat         | Placering        |
| ----------------------------------------------------------- | -------------- | -------- | --------- | ----------- | ----------- | ---------------- | ---------------- | ---------------- | ---------------- |
| Justyn Warner                                               | 100 m          | BYE      | BYE       | 10.09       | 3 Q         | 10.09            | 5                | Gick inte vidare | Gick inte vidare |
| Aaron Brown                                                 | 200 m          | 20.55    | 4 Q       | i.u.        | i.u.        | 20.42            | 4                | Gick inte vidare | Gick inte vidare |
| Jared Connaughton                                           | 200 m          | 20.72    | 3 Q       | i.u.        | i.u.        | 20.64            | 7                | Gick inte vidare | Gick inte vidare |
| Tremaine Harris                                             | 200 m          | 20.70    | 5         | i.u.        | i.u.        | Gick inte vidare | Gick inte vidare | Gick inte vidare | Gick inte vidare |
| Daundre Barnaby                                             | 400 m          | 46.04    | 6         | i.u.        | i.u.        | Gick inte vidare | Gick inte vidare | Gick inte vidare | Gick inte vidare |
| Geoffrey Harris                                             | 800 m          | 1:45.97  | 2 Q       | i.u.        | i.u.        | 1:46.14          | 7                | Gick inte vidare | Gick inte vidare |
| Nathan Brannen                                              | 1 500 m        | 3:39.95  | 5 Q       | i.u.        | i.u.        | 3:39.26          | 12               | Gick inte vidare | Gick inte vidare |
| Cameron Levins                                              | 5 000 m        | 13:18.29 | 8 q       | i.u.        | i.u.        | i.u.             | i.u.             | 13:51.87         | 14               |
| Mohammed Ahmed                                              | 10 000 m       | i.u.     | i.u.      | i.u.        | i.u.        | i.u.             | i.u.             | 28:13.91         | 18               |
| Cameron Levins                                              | 10 000 m       | i.u.     | i.u.      | i.u.        | i.u.        | i.u.             | i.u.             | 27:38.81         | 11               |
| Alex Genest                                                 | 3 000 m hinder | 8:22.62  | 7         | i.u.        | i.u.        | i.u.             | i.u.             | Gick inte vidare | Gick inte vidare |
| Jared Connaughton Gavin Smellie Oluseyi Smith Justyn Warner | 4 x 100 m      | 38.05    | 2 Q       | i.u.        | i.u.        | i.u.             | i.u.             | DSQ*             | DSQ*             |
| Reid Coolsaet                                               | Maraton        | i.u.     | i.u.      | i.u.        | i.u.        | i.u.             | i.u.             | 2:16:29          | 27               |
| Eric Gillis                                                 | Maraton        | i.u.     | i.u.      | i.u.        | i.u.        | i.u.             | i.u.             | 2:16:00          | 22               |
| Dylan Wykes                                                 | Maraton        | i.u.     | i.u.      | i.u.        | i.u.        | i.u.             | i.u.             | 2:15:26          | 20               |
| Iñaki Gomez                                                 | 20 km gång     | i.u.     | i.u.      | i.u.        | i.u.        | i.u.             | i.u.             | 1:20.58          | 13               |

#### Fältgrenar
| Idrottare       | Gren          | Kval  | Kval      | Final            | Final            |
| Idrottare       | Gren          | Längd | Placering | Längd            | Placering        |
| --------------- | ------------- | ----- | --------- | ---------------- | ---------------- |
| Derek Drouin    | Höjdhopp      | 2.29  | 6 q       | 2.29             | 2                |
| Michael Mason   | Höjdhopp      | 2.26  | =12 q     | 2.29             | 8                |
| Dylan Armstrong | Kulstötning   | 20.49 | 7 q       | 20.93            | 5                |
| Justin Rodhe    | Kulstötning   | NM    | —         | Gick inte vidare | Gick inte vidare |
| Curtis Moss     | Spjutkastning | 78.22 | 22        | Gick inte vidare | Gick inte vidare |
| James Steacy    | Släggkastning | NM    | —         | Gick inte vidare | Gick inte vidare |

#### Kombinerade grenar
– tiokamp
| Idrottare     | Gren     | 100 m | LJ   | SP    | HJ   | 400 m | 110H  | DT    | PV   | JT    | 1500 m  | Final | Placering |
| ------------- | -------- | ----- | ---- | ----- | ---- | ----- | ----- | ----- | ---- | ----- | ------- | ----- | --------- |
| Damian Warner | Resultat | 10.48 | 7.54 | 13.73 | 2.05 | 48.20 | 14.38 | 45.90 | 4.70 | 62.77 | 4:29.85 | 8442  | 5         |
| Damian Warner | Poäng    | 980   | 945  | 712   | 850  | 899   | 926   | 785   | 819  | 780   | 746     | 8442  | 5         |

### Damer

#### Bana och väg
| Idrottare            | Gren       | Heat     | Heat      | Kvartsfinal | Kvartsfinal | Semifinal        | Semifinal        | Final            | Final            |
| Idrottare            | Gren       | Resultat | Placering | Resultat    | Placering   | Resultat         | Placering        | Resultat         | Placering        |
| -------------------- | ---------- | -------- | --------- | ----------- | ----------- | ---------------- | ---------------- | ---------------- | ---------------- |
| Kerri-Ann Mitchell   | 100 m      | BYE      | BYE       | 11.49       | 6           | Gick inte vidare | Gick inte vidare | Gick inte vidare | Gick inte vidare |
| Crystal Emmanuel     | 200 m      | 23.10    | 5 q       | i.u.        | i.u.        | 23.28            | 7                | Gick inte vidare | Gick inte vidare |
| Jenna Martin         | 400 m      | 51.98    | 3 Q       | i.u.        | i.u.        | 52.83            | 7                | Gick inte vidare | Gick inte vidare |
| Melissa Bishop       | 800 m      | 2:09.33  | 6         | i.u.        | i.u.        | Gick inte vidare | Gick inte vidare | Gick inte vidare | Gick inte vidare |
| Jessica Smith        | 800 m      | 2:07.75  | 2 Q       | i.u.        | i.u.        | 2:01.90          | 7                | Gick inte vidare | Gick inte vidare |
| Nicole Sifuentes     | 1 500 m    | 4:07.65  | 7 q       | i.u.        | i.u.        | 4:06.33          | 11               | Gick inte vidare | Gick inte vidare |
| Hilary Stellingwerff | 1 500 m    | 4:05.79  | 6 Q       | i.u.        | i.u.        | 4:05.57          | 6                | Gick inte vidare | Gick inte vidare |
| Sheila Reid          | 5 000 m    | 15:27.41 | 15        | i.u.        | i.u.        | i.u.             | i.u.             | Gick inte vidare | Gick inte vidare |
| Phylicia George      | 100 m häck | 12.83    | 2 Q       | i.u.        | i.u.        | 12.65            | 3 q              | 12.65            | 6                |
| Nikkita Holder       | 100 m häck | 12.93    | 5 q       | i.u.        | i.u.        | 12.93            | 6                | Gick inte vidare | Gick inte vidare |
| Jessica Zelinka      | 100 m häck | 12.75    | 2 Q       | i.u.        | i.u.        | 12.66            | 2 Q              | 12.69            | 7                |
| Sarah Wells          | 400 m häck | 56.47    | 4 Q       | i.u.        | i.u.        | 56.71            | 8                | Gick inte vidare | Gick inte vidare |
| Rachel Seaman        | 20 km gång | i.u.     | i.u.      | i.u.        | i.u.        | i.u.             | i.u.             | 1:37:36          | 52               |

#### Fältgrenar
| Idrottare         | Gren          | Kval  | Kval      | Final            | Final            |
| Idrottare         | Gren          | Längd | Placering | Längd            | Placering        |
| ----------------- | ------------- | ----- | --------- | ---------------- | ---------------- |
| Mélanie Blouin    | Stavhopp      | 4.25  | 19        | Gick inte vidare | Gick inte vidare |
| Julie Labonté     | Kulstötning   | 17.48 | 23        | Gick inte vidare | Gick inte vidare |
| Elizabeth Gleadle | Spjutkastning | 60.26 | 11 q      | 58.78            | 12               |
| Sultana Frizell   | Släggkastning | 67.45 | 26        | Gick inte vidare | Gick inte vidare |
| Heather Steacy    | Släggkastning | 63.40 | 34        | Gick inte vidare | Gick inte vidare |

#### Kombinerade grenar
– sjukamp
| Idrottare       | Gren     | 100H  | HJ   | SP    | 200 m | LJ   | JT    | 800 m   | Final | Placering |
| --------------- | -------- | ----- | ---- | ----- | ----- | ---- | ----- | ------- | ----- | --------- |
| Brianne Theisen | Resultat | 13.30 | 1.83 | 12.89 | 24.35 | 6.01 | 46.47 | 2:09.   | 6383  | 11        |
| Brianne Theisen | Poäng    | 1080  | 1016 | 720   | 947   | 853  | 792   | 975     | 6383  | 11        |
| Jessica Zelinka | Resultat | 12.65 | 1.68 | 14.81 | 23.32 | 5.91 | 45.75 | 2:09.15 | 6460  | 7         |
| Jessica Zelinka | Poäng    | 1178  | 830  | 848   | 1047  | 822  | 778   | 977     | 6460  | 7         |

## Fäktning

### Herrar
| Idrottare               | Gren                  | Omgång 1          | Omgång 2               | Omgång 3          | Kvartsfinal       | Semifinal         | Final / BM        | Final / BM       |
| Idrottare               | Gren                  | Motståndare Poäng | Motståndare Poäng      | Motståndare Poäng | Motståndare Poäng | Motståndare Poäng | Motståndare Poäng | Placering        |
| ----------------------- | --------------------- | ----------------- | ---------------------- | ----------------- | ----------------- | ----------------- | ----------------- | ---------------- |
| Étienne Lalonde Turbide | Florett, individuellt | Bye               | Massialas (USA) L 6–15 | Gick inte vidare  | Gick inte vidare  | Gick inte vidare  | Gick inte vidare  | Gick inte vidare |
| Philippe Beaudry        | Sabel, individuellt   | Bye               | Lapkes (BLR) L 10–15   | Gick inte vidare  | Gick inte vidare  | Gick inte vidare  | Gick inte vidare  | Gick inte vidare |

### Damer
| Idrottare        | Gren                  | Omgång 1             | Omgång 2               | Omgång 3          | Kvartsfinal       | Semifinal         | Final / BM        | Final / BM       |
| Idrottare        | Gren                  | Motståndare Poäng    | Motståndare Poäng      | Motståndare Poäng | Motståndare Poäng | Motståndare Poäng | Motståndare Poäng | Placering        |
| ---------------- | --------------------- | -------------------- | ---------------------- | ----------------- | ----------------- | ----------------- | ----------------- | ---------------- |
| Sherraine Schalm | Värja, individuellt   | Bye                  | Shin A-L (KOR) L 12–15 | Gick inte vidare  | Gick inte vidare  | Gick inte vidare  | Gick inte vidare  | Gick inte vidare |
| Monica Peterson  | Florett, individuellt | Bentley (GBR) W 10–9 | Kiefer (USA) L 10–15   | Gick inte vidare  | Gick inte vidare  | Gick inte vidare  | Gick inte vidare  | Gick inte vidare |
| Sandra Sassine   | Sabel, individuellt   | i.u.                 | Socha (POL) L 7–15     | Gick inte vidare  | Gick inte vidare  | Gick inte vidare  | Gick inte vidare  | Gick inte vidare |

## Fotboll

### Damer
Coach:  John Herdman
| Nr | Pos. | Namn                   | Födelsedatum (ålder)      | Matcher | Mål |         | Klubb               |
| -- | ---- | ---------------------- | ------------------------- | ------- | --- | ------- | ------------------- |
| 1  | MV   | Karina LeBlanc         | 30 mars 1980 (32 år)      | 102     | 0   |         | Free agent          |
| 2  | F    | Emily Zurrer           | 12 juli 1987 (25 år)      | 55      | 3   |         | Free agent          |
| 3  | F    | Chelsea Stewart        | 28 april 1990 (22 år)     | 35      | 0   | USA     | UCLA                |
| 4  | F    | Carmelina Moscato      | 2 maj 1984 (28 år)        | 64      | 2   |         | Free agent          |
| 5  | F    | Robyn Gayle            | 31 oktober 1985 (26 år)   | 62      | 2   |         | Free agent          |
| 6  | MF   | Kaylyn Kyle            | 6 oktober 1988 (23 år)    | 59      | 4   | Kanada  | Vancouver Whitecaps |
| 7  | F    | Rhian Wilkinson        | 12 maj 1982 (30 år)       | 125     | 7   |         | Free agent          |
| 8  | MF   | Diana Matheson         | 6 april 1984 (28 år)      | 135     | 11  |         | Free agent          |
| 9  | F    | Candace Chapman        | 2 april 1983 (29 år)      | 112     | 6   | USA     | Sky Blue            |
| 10 | F    | Lauren Sesselmann      | 14 augusti 1983 (28 år)   | 20      | 0   |         | Free agent          |
| 11 | MF   | Desiree Scott          | 31 juli 1987 (24 år)      | 47      | 0   | Kanada  | Vancouver Whitecaps |
| 12 | A    | Christine Sinclair (c) | 12 juni 1983 (29 år)      | 184     | 137 |         | Free agent          |
| 13 | MF   | Sophie Schmidt         | 28 juni 1988 (24 år)      | 90      | 7   |         | Free agent          |
| 14 | A    | Melissa Tancredi       | 27 december 1981 (30 år)  | 82      | 18  | Sverige | Dalsjöfors          |
| 15 | MF   | Kelly Parker           | 8 mars 1981 (31 år)       | 37      | 3   |         | Free agent          |
| 16 | A    | Jonelle Filigno        | 24 september 1990 (21 år) | 45      | 8   | USA     | Rutgers University  |
| 17 | MF   | Brittany Timko         | 5 september 1985 (26 år)  | 115     | 4   |         | Free agent          |
| 18 | MV   | Erin McLeod            | 26 februari 1983 (29 år)  | 74      | 0   | Sverige | Dalsjöfors          |

#### Gruppspel
| Nr | Lag       | S | V | O | F | GM | IM | MS | P |
| -- | --------- | - | - | - | - | -- | -- | -- | - |
| 1  | Sverige   | 3 | 1 | 2 | 0 | 6  | 3  | +3 | 5 |
| 2  | Japan     | 3 | 1 | 2 | 0 | 2  | 1  | +1 | 5 |
| 3  | Kanada    | 3 | 1 | 1 | 1 | 6  | 4  | +2 | 4 |
| 4  | Sydafrika | 3 | 0 | 1 | 2 | 1  | 7  | −6 | 1 |

| 5 | 25 juli, 19:45 | Sverige | 4 – 1 | Sydafrika | City of Coventry Stadium, Coventry |  |
|   |                |         |       |           |                                    |  |
|   |                |         |       |           |                                    |  |
|   |                |         |       |           |                                    |  |

| 9 | 28 juli, 14:45 | Kanada | 3 – 0 | Sydafrika | City of Coventry Stadium, Coventry |  |
|   |                |        |       |           |                                    |  |
|   |                |        |       |           |                                    |  |
|   |                |        |       |           |                                    |  |

| 14 | 31 juli, 14:30 | Kanada | 2 – 2 | Sverige | St James' Park, Newcastle |  |
|    |                |        |       |         |                           |  |
|    |                |        |       |         |                           |  |
|    |                |        |       |         |                           |  |

Ranking av grupptreor
| Nr | Lag (grupp)     | S | V | O | F | GM | IM | MS | P |
| -- | --------------- | - | - | - | - | -- | -- | -- | - |
| 1  | Kanada (F)      | 3 | 1 | 1 | 1 | 6  | 4  | +2 | 4 |
| 2  | Nya Zeeland (E) | 3 | 1 | 0 | 2 | 3  | 3  | 0  | 3 |
| 3  | Nordkorea (G)   | 3 | 1 | 0 | 2 | 2  | 6  | −4 | 3 |

#### Slutspel
| 22 | 3 augusti, 19:30 | Storbritannien | 0 – 2 | Kanada | City of Coventry Stadium, Coventry |  |
|    |                  |                |       |        |                                    |  |
|    |                  |                |       |        |                                    |  |
|    |                  |                |       |        |                                    |  |

| 24 | 6 augusti, 19:45 | Kanada | 3 – 4 | USA | Old Trafford, Manchester |  |
|    |                  |        |       |     |                          |  |
|    |                  |        |       |     |                          |  |
|    |                  |        |       |     |                          |  |

| 25 | 9 augusti, 13:00 | Kanada | 1 – 0 | Frankrike | City of Coventry Stadium, Coventry |  |
|    |                  |        |       |           |                                    |  |
|    |                  |        |       |           |                                    |  |
|    |                  |        |       |           |                                    |  |

## Gymnastik

### Artistisk

#### Herrar
| Idrottare     | Gren | Kval    | Kval    | Kval    | Kval    | Kval    | Kval    | Kval   | Kval      | Final            | Final            | Final            | Final            | Final            | Final            | Final            | Final            |
| Idrottare     | Gren | Redskap | Redskap | Redskap | Redskap | Redskap | Redskap | Totalt | Placering | Redskap          | Redskap          | Redskap          | Redskap          | Redskap          | Redskap          | Totalt           | Placering        |
| Idrottare     | Gren | F       | PH      | R       | V       | PB      | HB      | Totalt | Placering | F                | PH               | R                | V                | PB               | HB               | Totalt           | Placering        |
| ------------- | ---- | ------- | ------- | ------- | ------- | ------- | ------- | ------ | --------- | ---------------- | ---------------- | ---------------- | ---------------- | ---------------- | ---------------- | ---------------- | ---------------- |
| Nathan Gafuik | Räck | i.u.    | i.u.    | i.u.    | i.u.    | i.u.    | 13.866  | 13.866 | 46        | Gick inte vidare | Gick inte vidare | Gick inte vidare | Gick inte vidare | Gick inte vidare | Gick inte vidare | Gick inte vidare | Gick inte vidare |

#### Damer

##### Lag
| Idrottare        | Gren          | Kval    | Kval    | Kval    | Kval    | Kval    | Kval      | Final   | Final   | Final   | Final   | Final   | Final     |
| Idrottare        | Gren          | Redskap | Redskap | Redskap | Redskap | Totalt  | Placering | Redskap | Redskap | Redskap | Redskap | Totalt  | Placering |
| Idrottare        | Gren          | F       | V       | UB      | BB      | Totalt  | Placering | F       | V       | UB      | BB      | Totalt  | Placering |
| ---------------- | ------------- | ------- | ------- | ------- | ------- | ------- | --------- | ------- | ------- | ------- | ------- | ------- | --------- |
| Elsabeth Black   | Mångkamp, lag | 14.233  | i.u.    | 14.800  | 13.966  | i.u.    | i.u.      | 14.208  | 15.233  | i.u.    | 14.266  | i.u.    | i.u.      |
| Victoria Moors   | Mångkamp, lag | i.u.    | 14.100  | 13.833  | 11.266  | i.u.    | i.u.      | 14.600  | i.u.    | 13.700  | i.u.    | i.u.    | i.u.      |
| Dominique Pegg   | Mångkamp, lag | 14.233  | 14.133  | 13.275  | 13.566  | 55.657  | 18 Q      | 13.966  | 14.400  | i.u.    | 13.500  | i.u.    | i.u.      |
| Brittany Rogers  | Mångkamp, lag | i.u.    | 14.666  | 14.500  | i.u.    | i.u.    | i.u.      | i.u.    | 14.866  | 14.466  | i.u.    | i.u.    | i.u.      |
| Kristina Vaculik | Mångkamp, lag | 13.800  | 14.100  | 14.366  | 11.300  | 53.566  | 32 R      | i.u.    | i.u.    | 14.166  | 13.433  | i.u.    | i.u.      |
| Totalt           | Mångkamp, lag | 43.599  | 42.699  | 38.832  | 42.566  | 167.696 | 8 Q       | 42.774  | 44.499  | 42.332  | 41.199  | 170.804 | 5         |

##### Individuella finaler
| Gymnast         | Gren     | Redskap | Redskap | Redskap | Redskap | Totalt | Placering |
| Gymnast         | Gren     | F       | V       | UB      | BB      | Totalt | Placering |
| --------------- | -------- | ------- | ------- | ------- | ------- | ------ | --------- |
| Dominique Pegg  | Mångkamp | 14.033  | 14.566  | 13.800  | 13.166  | 55.565 | 17        |
| Elsabeth Black  | Hopp     | i.u.    | 0.000   | i.u.    | i.u.    | 0.000  | 8         |
| Brittany Rogers | Hopp     | i.u.    | 14.483  | i.u.    | i.u.    | 14.483 | 7         |

### Rytmisk
| Idrottare                                                                                        | Gren  | Kval   | Kval              | Kval   | Kval      | Final            | Final             | Final            | Final            |
| Idrottare                                                                                        | Gren  | 5 rep  | 3 band 2 tunnband | Totalt | Placering | 5 bollar         | 3 band 2 tunnband | Totalt           | Placering        |
| ------------------------------------------------------------------------------------------------ | ----- | ------ | ----------------- | ------ | --------- | ---------------- | ----------------- | ---------------- | ---------------- |
| Katrina Cameron Rose Cossar Alexandra Landry Anastasiya Muntyanu Anjelika Reznik Kelsey Titmarsh | Trupp | 24.050 | 23.975            | 48.025 | 11        | Gick inte vidare | Gick inte vidare  | Gick inte vidare | Gick inte vidare |

### Trampolin
| Idrottare           | Gren   | Kval    | Kval      | Final  | Final     |
| Idrottare           | Gren   | Poäng   | Placering | Poäng  | Placering |
| ------------------- | ------ | ------- | --------- | ------ | --------- |
| Jason Burnett       | Herrar | 109.065 | 6 Q       | 6.715  | 8         |
| Karen Cockburn      | Damer  | 103.943 | 5 Q       | 55.860 | 4         |
| Rosannagh MacLennan | Damer  | 104.450 | 4 Q       | 57.305 | 1         |

## Judo

### Herrar
| Idrottare              | Gren                     | 32-delsfinal                   | Sextondelsfinal                   | Åttondelsfinal                   | Kvartsfinal                    | Semifinal            | Återkval                      | Bronsmatch                    | Final                | Final            |
| Idrottare              | Gren                     | Motståndare Resultat           | Motståndare Resultat              | Motståndare Resultat             | Motståndare Resultat           | Motståndare Resultat | Motståndare Resultat          | Motståndare Resultat          | Motståndare Resultat | Placering        |
| ---------------------- | ------------------------ | ------------------------------ | --------------------------------- | -------------------------------- | ------------------------------ | -------------------- | ----------------------------- | ----------------------------- | -------------------- | ---------------- |
| Sergio Pessoa          | Extra lättvikt (-60 kg)  | Bye                            | Kossayev (KAZ) L 0000–0001 GS     | Gick inte vidare                 | Gick inte vidare               | Gick inte vidare     | Gick inte vidare              | Gick inte vidare              | Gick inte vidare     | Gick inte vidare |
| Sasha Mehmedovic       | Halv lättvikt (-66 kg)   | Figueroa (ESA) W 0010–0000 HRG | Ebinuma (JPN) L 0000–0111 UMA     | Gick inte vidare                 | Gick inte vidare               | Gick inte vidare     | Gick inte vidare              | Gick inte vidare              | Gick inte vidare     | Gick inte vidare |
| Nicholas Tritton       | Lättvikt (-73 kg)        | Bye                            | Jurakobilov (UZB) L 0002–0111 P29 | Gick inte vidare                 | Gick inte vidare               | Gick inte vidare     | Gick inte vidare              | Gick inte vidare              | Gick inte vidare     | Gick inte vidare |
| Antoine Valois-Fortier | Halv mellanvikt (-81 kg) | Mammadli (AZE) W 0001–0001 GS  | Burton (GBR) W 0100–0000 KGU      | Mrvaljević (MNE) W 0112–0011 TOS | Nifontov (RUS) L 0000–0100 HRG | Gick inte vidare     | Lucenti (ARG) W 0101–0001 UMA | Stevens (USA) W 0011–0000 TGM | Gick inte vidare     | 3                |
| Alexandre Émond        | Mellanvikt (-90 kg)      | i.u.                           | Gordon (GBR) L 0000–1000 UMA      | Gick inte vidare                 | Gick inte vidare               | Gick inte vidare     | Gick inte vidare              | Gick inte vidare              | Gick inte vidare     | Gick inte vidare |

### Damer
| Idrottare        | Gren                   | Sextondelsfinal                 | Åttondelsfinal                | Kvartsfinal          | Semifinal            | Återkval             | Bronsmatch           | Final                | Final            |
| Idrottare        | Gren                   | Motståndare Resultat            | Motståndare Resultat          | Motståndare Resultat | Motståndare Resultat | Motståndare Resultat | Motståndare Resultat | Motståndare Resultat | Placering        |
| ---------------- | ---------------------- | ------------------------------- | ----------------------------- | -------------------- | -------------------- | -------------------- | -------------------- | -------------------- | ---------------- |
| Joliane Melançon | Lättvikt (-57 kg)      | Filzmoser (AUT) L 0010–0100 UKG | Gick inte vidare              | Gick inte vidare     | Gick inte vidare     | Gick inte vidare     | Gick inte vidare     | Gick inte vidare     | Gick inte vidare |
| Kelita Zupancic  | Mellanvikt (-70 kg)    | Bye                             | Décosse (FRA) L 0001–1001 KSG | Gick inte vidare     | Gick inte vidare     | Gick inte vidare     | Gick inte vidare     | Gick inte vidare     | Gick inte vidare |
| Amy Cotton       | Halv tungvikt (-78 kg) | Tcheuméo (FRA) L 0001-001 DAB   | Gick inte vidare              | Gick inte vidare     | Gick inte vidare     | Gick inte vidare     | Gick inte vidare     | Gick inte vidare     | Gick inte vidare |

## Kanotsport

### Slalom
| Kanotist       | Gren                | Omgång 1 | Omgång 1  | Omgång 1 | Omgång 1  | Omgång 1 | Omgång 1  | Semifinal        | Semifinal        | Final            | Final            |
| Kanotist       | Gren                | Omgång 1 | Placering | Omgång 2 | Placering | Bästa    | Placering | Tid              | Placering        | Tid              | Placering        |
| -------------- | ------------------- | -------- | --------- | -------- | --------- | -------- | --------- | ---------------- | ---------------- | ---------------- | ---------------- |
| Michael Tayler | Herrarnas K1 slalom | 155.89   | 21        | 97.64    | 18        | 97.64    | 20        | Gick inte vidare | Gick inte vidare | Gick inte vidare | Gick inte vidare |

### Sprint
| Kanotist                     | Gren                | Heat     | Heat      | Semifinal | Semifinal | Final           | Final           |
| Kanotist                     | Gren                | Tid      | Placering | Tid       | Placering | Tid             | Placering       |
| ---------------------------- | ------------------- | -------- | --------- | --------- | --------- | --------------- | --------------- |
| Émilie Fournel               | Damernas K1 200 m   | 43.117   | 5 Q       | 43.030    | 7         | Did not advance | Did not advance |
| Émilie Fournel               | Damernas K1 500 m   | 1:58.740 | 5 Q       | 1:54.120  | 6 FB      | 1:56.058        | 14              |
| Mark de Jonge                | K-1 200 m           | 35.396   | 1 Q       | 35.595    | 1 FA      | 36.657          | 3               |
| Jason McCoombs               | Herrarnas C1 200 m  | 41.742   | 2 Q       | 42.255    | 5 FB      | 44.793          | 13              |
| Mark Oldershaw               | Herrarnas C1 1000 m | 3:55.211 | 2 Q       | 3:52.197  | 2 FA      | 3:48.502        | 3               |
| Adam van Koeverden           | Herrarnas K1 1000 m | 3:28.697 | 1 Q       | 3:28.209  | 1 FA      | 3:27.170        | 2               |
| Ryan Cochrane Hugues Fournel | Herrarnas K2 200 m  | 33.407   | 4 Q       | 33.500    | 4 FA      | 35.396          | 7               |
| Ryan Cochrane Hugues Fournel | Herrarnas K2 1000 m | 3:55.748 | 6 Q       | 3:29.819  | 5 FB      | 3:18.550        | 12              |

## Konstsim
| Idrottare | Gren                | Teknisk rutin | Teknisk rutin | Fri rutin (inledande) | Fri rutin (inledande)  | Fri rutin (inledande) | Fri rutin (final) | Fri rutin (final)      | Fri rutin (final) |
| Idrottare | Gren                | Poäng         | Placering     | Poäng                 | Totalt (teknisk + fri) | Placering             | Placering         | Totalt (teknisk + fri) | Placering         |
| --- | ------------------- | ------------- | ------------- | --------------------- | ---------------------- | --------------------- | ----------------- | ---------------------- | ----------------- |
| Marie-Pier Boudreau Gagnon Élise Marcotte | Damernas duett      | 94.500        | 4             | 94.750                | 189.250                | 4 Q                   | 94.620            | 189.120                | 4                 |
| Marie-Pier Boudreau Gagnon Stéphanie Durocher Jo-Annie Fortin Chloé Isaac Stéphanie Leclair Tracy Little Élise Marcotte Karine Thomas Valerie Welsh | Damernas lagtävling | 94.400        | 4             | i.u.                  | i.u.                   | i.u.                  | 95.230            | 189.630                | 4                 |

## Modern femkamp
| Idrottare      | Gren  | Fäktning (värja) | Fäktning (värja) | Fäktning (värja) | Simning (200 m frisim) | Simning (200 m frisim) | Simning (200 m frisim) | Ridsport (hästhoppning) | Ridsport (hästhoppning) | Ridsport (hästhoppning) | Kombinerat: skytte/löpning (10 m luftpistol)/(3000 m) | Kombinerat: skytte/löpning (10 m luftpistol)/(3000 m) | Kombinerat: skytte/löpning (10 m luftpistol)/(3000 m) | Totalpoäng | Slutpoäng |
| Idrottare      | Gren  | Resultat         | Placering        | MF-poäng         | Tid                    | Placering              | MF-poäng               | Straff                  | Placering               | MF-poäng                | Tid                                                   | Placering                                             | MF-poäng                                              | Totalpoäng | Slutpoäng |
| -------------- | ----- | ---------------- | ---------------- | ---------------- | ---------------------- | ---------------------- | ---------------------- | ----------------------- | ----------------------- | ----------------------- | ----------------------------------------------------- | ----------------------------------------------------- | ----------------------------------------------------- | ---------- | --------- |
| Melanie McCann | Damer | 19–16            | =11              | 856              | 2:21,56                | 25                     | 1104                   | 20                      | 4                       | 1180                    | 12:20,23                                              | 17                                                    | 2040                                                  | 5180       | 11        |
| Donna Vakalis  | Damer | 17–18            | =19              | 808              | 2:22,19                | 26                     | 1096                   | 356                     | 32                      | 844                     | 12:10,03                                              | 11                                                    | 2080                                                  | 4828       | 29        |

## Ridsport

### Dressyr
| Ryttare           | Häst          | Grand Prix | Grand Prix | Grand Prix Special | Grand Prix Special | Grand Prix Freestyle | Grand Prix Freestyle | Placering |
| Ryttare           | Häst          | Poäng      | Placering  | Poäng              | Placering          | Poäng                | Placering            | Placering |
| ----------------- | ------------- | ---------- | ---------- | ------------------ | ------------------ | -------------------- | -------------------- | --------- |
| Ashley Holzer     | Breaking Dawn | 71,809     | 20         | 71,317             | 24                 | Ej kvalificerad      | Ej kvalificerad      | 24        |
| Jacqueline Brooks | D'Niro        | 68,526     | 41         | Ej kvalificerad    | Ej kvalificerad    | Ej kvalificerad      | Ej kvalificerad      | 41        |
| David Marcus      | Capital       | Utesluten  | Utesluten  | Utesluten          | Utesluten          | Utesluten            | Utesluten            | 50        |

| Ryttare                                      | Häst     | Grand Prix | Grand Prix | Grand Prix Special | Grand Prix Special | Placering |
| Ryttare                                      | Häst     | Poäng      | Placering  | Poäng              | Total poäng        | Placering |
| -------------------------------------------- | -------- | ---------- | ---------- | ------------------ | ------------------ | --------- |
| Jacqueline Brooks David Marcus Ashley Holzer | som ovan | Utesluten  | Utesluten  | Utesluten          | Utesluten          | -         |

### Fälttävlan
| Tävlande                                                                        | Häst            | Gren        | Dressyr | Dressyr   | Terrängbana | Terrängbana | Hoppning  | Hoppning  | Hoppning  | Hoppning  | Totalt | Totalt    |
| Tävlande                                                                        | Häst            | Gren        | Dressyr | Dressyr   | Terrängbana | Terrängbana | Kval      | Kval      | Final     | Final     | Totalt | Totalt    |
| Tävlande                                                                        | Häst            | Gren        | Straff  | Placering | Straff      | Placering   | Straff    | Placering | Straff    | Placering | Straff | Placering |
| ------------------------------------------------------------------------------- | --------------- | ----------- | ------- | --------- | ----------- | ----------- | --------- | --------- | --------- | --------- | ------ | --------- |
| Jessica Phoenix                                                                 | Exponential     | Individuell | 54,8    | 50        | 2,4         | 28          | 14        | 29        | 8         | 22        | 79,2   | 22        |
| Michelle Mueller                                                                | Amistad         | Individuell | 57      | 56        | 63,2        | 58          | Utgick    | Utgick    | Utgick    | Utgick    |        | 59        |
| Hawley Bennett-Awad                                                             | Gin & Juice     | Individuell | 48,7    | 31        | Utesluten   | Utesluten   | Utesluten | Utesluten | Utesluten | Utesluten |        | —         |
| Rebecca Howard                                                                  | Riddle Master   | Individuell | 50,6    | 34        | Utesluten   | Utesluten   | Utesluten | Utesluten | Utesluten | Utesluten |        | —         |
| Peter Barry                                                                     | Kilrodan Abbott | Individuell | 61,7    | 67        | Utesluten   | Utesluten   | Utesluten | Utesluten | Utesluten | Utesluten |        | —         |
| Jessica Phoenix Michelle Mueller Hawley Bennett-Awad Rebecca Howard Peter Barry | som ovan        | Lag         | 154,1   | 11        | 1177,4      | 12          | 2071,2    | 13        | i.u.      | i.u.      | 2071,2 | 13        |

### Hoppning
| Tävlande        | Häst               | Kvalifikation | Kvalifikation | Kvalifikation   | Kvalifikation   | Kvalifikation   | Kvalifikation   | Kvalifikation   | Kvalifikation   | Final           | Final           | Final           | Final           | Final           | Total     |
| Tävlande        | Häst               | Runda 1       | Runda 1       | Runda 2         | Runda 2         | Runda 2         | Runda 3         | Runda 3         | Runda 3         | Runda A         | Runda A         | Runda B         | Runda B         | Runda B         | Total     |
| Tävlande        | Häst               | Straff        | Placering     | Straff          | Total           | Placering       | Straff          | Total           | Placering       | Straff          | Placering       | Straff          | Totalt          | Placering       | Placering |
| --------------- | ------------------ | ------------- | ------------- | --------------- | --------------- | --------------- | --------------- | --------------- | --------------- | --------------- | --------------- | --------------- | --------------- | --------------- | --------- |
| Eric Lamaze     | Derly Chin de Muze | 0             | 1             | 1               | 1               | 13              | 8               | 9               | 22              | 12              | 29              | Ej kvalificerad | Ej kvalificerad | Ej kvalificerad | 29        |
| Ian Millar      | Star Power         | 4             | 42            | 0               | 4               | 17              | 4               | 8               | 11              | 4               | 11              | 4               | 8               | 9               | 9         |
| Jill Henselwood | George             | 5             | 53            | 4               | 9               | 47              | Ej kvalificerad | Ej kvalificerad | Ej kvalificerad | Ej kvalificerad | Ej kvalificerad | Ej kvalificerad | Ej kvalificerad | Ej kvalificerad | 47        |
| Tiffany Foster  | Victor             | 8             | 60            | Diskvalificerad | Diskvalificerad | Diskvalificerad | Diskvalificerad | Diskvalificerad | Diskvalificerad | Diskvalificerad | Diskvalificerad | Diskvalificerad | Diskvalificerad | Diskvalificerad | —         |

| Tävlande                                              | Häst     | Runda 1 | Runda 1   | Runda 2 | Runda 2   | Placering |
| Tävlande                                              | Häst     | Straff  | Placering | Straff  | Placering | Placering |
| ----------------------------------------------------- | -------- | ------- | --------- | ------- | --------- | --------- |
| Eric Lamaze Ian Millar Jill Henselwood Tiffany Foster | som ovan | 5       | 6         | 21      | 5         | 5         |

## Rodd

### Herrar
| Idrottare | Gren                    | Heat    | Heat      | Återkval | Återkval  | Semifinal | Semifinal | Final   | Final     | Final |
| Idrottare | Gren                    | Tid     | Placering | Tid      | Placering | Tid       | Placering | Tid     | Placering |       |
| --- | ----------------------- | ------- | --------- | -------- | --------- | --------- | --------- | ------- | --------- | ----- |
| David Calder Scott Frandsen | Tvåa utan styrman       | 6:23.80 | 1 SA/B    | BYE      | BYE       | 6:56.47   | 3 FA      | 6:30.49 | 6         |       |
| Michael Braithwaite Kevin Kowalyk                                                                                              | Dubbelsculler           | 6:34.11 | 5 R       | 6:30.74  | 3 SA/B    | 6:38.94   | 6 FB      | 6:32.61 | 12        |       |
| Morgan Jarvis Douglas Vandor                                                                                                   | Lättvikts-dubbelsculler | 6:42.59 | 3 R       | 6:36.03  | 4 SC/D    | 7:02.85   | 1 FC      | 6:46.52 | 14        |       |
| Will Dean Anthony Jacob Derek O'Farrell Michael Wilkinson                                                                      | Fyra utan styrman       | 5:50.78 | 3 SA/B    | BYE      | BYE       | 6:08.90   | 5 FB      | 6:11.15 | 9         |       |
| Gabriel Bergen Jeremiah Brown Andrew Byrnes Will Crothers Douglas Csima Robert Gibson Malcolm Howard Conlin McCabe Brian Price | Åtta med styrman        | 5:37.91 | 4 R       | 5:27.41  | 2 FA      | i.u.      | i.u.      | 5:49.98 | 2         |       |

### Damer
| Idrottare | Gren                    | Heat    | Heat      | Återkval | Återkval  | Semifinal | Semifinal | Final   | Final     | Final |
| Idrottare | Gren                    | Tid     | Placering | Tid      | Placering | Tid       | Placering | Tid     | Placering |       |
| --- | ----------------------- | ------- | --------- | -------- | --------- | --------- | --------- | ------- | --------- | ----- |
| Lindsay Jennerich Patricia Obee | Lättvikts-dubbelsculler | 7:10.89 | 5 R       | 7:15.37  | 2 SA/B    | 7:14.83   | 4 FB      | 7:17.24 | 7         |       |
| Ashley Brzozowicz Krista Guloien Janine Hanson Darcy Marquardt Natalie Mastracci Andréanne Morin Lesley Thompson Rachelle Viinberg Lauren Wilkinson | Åtta med styrman        | 6:13.91 | 1 FA      | BYE      | BYE       | i.u.      | i.u.      | 6:12.06 | 2         |       |

## Segling

### Herrar
| Seglare                    | Gren      | Lopp | Lopp | Lopp | Lopp | Lopp | Lopp   | Lopp | Lopp | Lopp | Lopp | Lopp | Summerad poäng | Finalplacering |
| Seglare                    | Gren      | 1    | 2    | 3    | 4    | 5    | 6      | 7    | 8    | 9    | 10   | M*   | Summerad poäng | Finalplacering |
| -------------------------- | --------- | ---- | ---- | ---- | ---- | ---- | ------ | ---- | ---- | ---- | ---- | ---- | -------------- | -------------- |
| Zachary Plavsic            | RS:X      | 6    | 12   | 12   | 6    | 4    | 17     | 9    | 7    | 7    | 29   | 20   | 100            | 8              |
| David Wright               | Laser     | 18   | 15   | 9    | 31   | 14   | 24     | 42   | 6    | 29   | 38   | EL   | 184            | 23             |
| Gregory Douglas            | Finnjolle | 16   | 23   | 16   | 13   | 12   | 18     | 13   | 17   | 20   | 12   | EL   | 137            | 15             |
| Mike Leigh Luke Ramsay     | 470       | 26   | 20   | 21   | 21   | 19   | 19     | 16   | 20   | 26   | 19   | EL   | 179            | 25             |
| Richard Clarke Tyler Bjorn | Starbåt   | 16   | 10   | 6    | 8    | 10   | 17 OCS | 13   | 12   | 5    | 13   | EL   | 93             | 12             |

M = Medaljlopp; EL = Eliminerad – gick inte vidare till medaljloppet;

### Damer
| Seglare       | Gren         | Lopp | Lopp | Lopp | Lopp | Lopp | Lopp | Lopp | Lopp | Lopp | Lopp | Lopp | Summerad poäng | Finalplacering |
| Seglare       | Gren         | 1    | 2    | 3    | 4    | 5    | 6    | 7    | 8    | 9    | 10   | M*   | Summerad poäng | Finalplacering |
| ------------- | ------------ | ---- | ---- | ---- | ---- | ---- | ---- | ---- | ---- | ---- | ---- | ---- | -------------- | -------------- |
| Nikola Girke  | RS:X         | 6    | 14   | 10   | 6    | 8    | 10   | 13   | 4    | 19   | 18   | 20   | 109            | 10             |
| Danielle Dubé | Laser radial | 22   | 21   | 20   | 33   | 31   | 32   | 25   | 17   | 24   | 28   | EL   | 220            | 27             |

M = Medaljlopp; EL = Eliminerad – gick inte vidare till medaljloppet;

#### Öppen
| Seglare                   | Gren | Lopp | Lopp | Lopp | Lopp | Lopp | Lopp | Lopp | Lopp | Lopp | Lopp | Lopp | Lopp | Lopp | Lopp | Lopp   | Lopp | Summerad poäng | Finalplacering |
| Seglare                   | Gren | 1    | 2    | 3    | 4    | 5    | 6    | 7    | 8    | 9    | 10   | 11   | 12   | 13   | 14   | 15     | M*   | Summerad poäng | Finalplacering |
| ------------------------- | ---- | ---- | ---- | ---- | ---- | ---- | ---- | ---- | ---- | ---- | ---- | ---- | ---- | ---- | ---- | ------ | ---- | -------------- | -------------- |
| Gordon Cook Hunter Lowden | 49er | 3    | 16   | 5    | 17   | 9    | 17   | 16   | 8    | 11   | 16   | 7    | 8    | 20   | 9    | 21 DNF | EL   | 162            | 16             |

M = Medaljlopp; EL = Eliminerad – gick inte vidare till medaljloppet;

## Simhopp

### Damer
| Idrottare                        | Gren             | Kval   | Kval      | Semifinal | Semifinal | Final  | Final     |
| Idrottare                        | Gren             | Poäng  | Placering | Poäng     | Placering | Poäng  | Placering |
| -------------------------------- | ---------------- | ------ | --------- | --------- | --------- | ------ | --------- |
| Jennifer Abel                    | 3 m              | 344,15 | 4 Q       | 353,25    | 4 Q       | 343,00 | 6         |
| Émilie Heymans                   | 3 m              | 337,20 | 6 Q       | 331,35    | 8 Q       | 295,20 | 12        |
| Meaghan Benfeito                 | 10 m             | 325,50 | 10 Q      | 359,90    | 2 Q       | 345,15 | 11        |
| Roseline Filion                  | 10 m             | 314,85 | 17 Q      | 329,60    | 8 Q       | 349,10 | 10        |
| Jennifer Abel Émilie Heymans     | 3 m parhoppning  | i.u.   | i.u.      | i.u.      | i.u.      | 316,80 | 3         |
| Meaghan Benfeito Roseline Filion | 10 m parhoppning | i.u.   | i.u.      | i.u.      | i.u.      | 337,62 | 3         |

### Herrar
| Idrottare                      | Gren            | Kval   | Kval      | Semifinal        | Semifinal        | Final            | Final            |
| Idrottare                      | Gren            | Poäng  | Placering | Poäng            | Placering        | Poäng            | Placering        |
| ------------------------------ | --------------- | ------ | --------- | ---------------- | ---------------- | ---------------- | ---------------- |
| Alexandre Despatie             | 3 m             | 458,55 | 9 Q       | 472,80           | 8 Q              | 413,35           | 11               |
| François Imbeau-Dulac          | 3 m             | 449,30 | 12 Q      | 440,20           | 13               | Gick inte vidare | Gick inte vidare |
| Riley McCormick                | 10 m            | 452,75 | 11 Q      | 495,60           | 12 Q             | 493,35           | 11               |
| Eric Sehn                      | 10 m            | 363,90 | 29        | Gick inte vidare | Gick inte vidare | Gick inte vidare | Gick inte vidare |
| Alexandre Despatie Reuben Ross | 3 m parhoppning | i.u.   | i.u.      | i.u.             | i.u.             | 421,83           | 6                |

## Taekwondo
| Idrottare                 | Gren             | Åttondelsfinaler     | Kvartsfinaler        | Semifinaer           | Återkval             | Bronsmatch           | Final                | Final            |
| Idrottare                 | Gren             | Motståndare Resultat | Motståndare Resultat | Motståndare Resultat | Motståndare Resultat | Motståndare Resultat | Motståndare Resultat | Placering        |
| ------------------------- | ---------------- | -------------------- | -------------------- | -------------------- | -------------------- | -------------------- | -------------------- | ---------------- |
| Karine Sergerie           | Damernas −67 kg  | Azizova (AZE) W 1–0  | Anić (SLO) L 5–10    | Gick inte vidare     | Gick inte vidare     | Gick inte vidare     | Gick inte vidare     | Gick inte vidare |
| Sébastien Michaud         | Herrarnas −80 kg | Jeremjan (ARM) L 4–8 | Gick inte vidare     | Gick inte vidare     | Gick inte vidare     | Gick inte vidare     | Gick inte vidare     | Gick inte vidare |
| François Coulombe-Fortier | Herrarnas +80 kg | Umarov (RUS) W 7–3   | Keïta (MLI) L 6–11   | Gick inte vidare     | Gick inte vidare     | Gick inte vidare     | Gick inte vidare     | Gick inte vidare |

## Tennis
| Spelare                             | Gren                    | Omgång 1                  | Omgång 2                                | Åttondelsfinaler                                  | Kvartsfinaler     | Semifinaler       | Final / BM        | Final / BM       |
| Spelare                             | Gren                    | Motståndare Poäng         | Motståndare Poäng                       | Motståndare Poäng                                 | Motståndare Poäng | Motståndare Poäng | Motståndare Poäng | Placering        |
| ----------------------------------- | ----------------------- | ------------------------- | --------------------------------------- | ------------------------------------------------- | ----------------- | ----------------- | ----------------- | ---------------- |
| Aleksandra Wozniak                  | Damsingel               | Erakovic (NZL) W 6–2, 6–1 | V. Williams (USA) L 1–6, 3–6            | Gick inte vidare                                  | Gick inte vidare  | Gick inte vidare  | Gick inte vidare  | Gick inte vidare |
| Stéphanie Dubois Aleksandra Wozniak | Damdubbel               | i.u.                      | Sjvedova / Voskobojeva (KAZ) L 2–6, 0–6 | Gick inte vidare                                  | Gick inte vidare  | Gick inte vidare  | Gick inte vidare  | Gick inte vidare |
| Milos Raonic                        | Herrsingel              | Ito (JPN) W 6–3, 6–4      | Tsonga (FRA) L 3–6, 6–3, 23–25          | Gick inte vidare                                  | Gick inte vidare  | Gick inte vidare  | Gick inte vidare  | Gick inte vidare |
| Vasek Pospisil                      | Ferrer (ESP) L 4–6, 4–6 | Gick inte vidare          | Gick inte vidare                        | Gick inte vidare                                  | Gick inte vidare  | Gick inte vidare  | Gick inte vidare  |                  |
| Daniel Nestor Vasek Pospisil        | Herrdubbel              | i.u.                      | Tecău / Ungur (ROU) W 6–3, 7–6(11–9)    | Tipsarević / Zimonjić (SRB) L 4–6, 7–6(7–5), 9–11 | Gick inte vidare  | Gick inte vidare  | Gick inte vidare  | Gick inte vidare |

## Triathlon
| Triathlet       | Gren                | Simning (1,5 km) | Trans 1 | Cykling (40 km) | Trans 2         | Löpning (10 km) | Total tid       |                 |
| --------------- | ------------------- | ---------------- | ------- | --------------- | --------------- | --------------- | --------------- | --------------- |
| Paula Findlay   | Damernas triathlon  | 19.52            | 0.42    | 1:10.42         | 0.37            | 40.16           | 2:12.09         | 52              |
| Kathy Tremblay  | Damernas triathlon  | 19.50            | 0.50    | Fullföljde inte | Fullföljde inte | Fullföljde inte | Fullföljde inte | Fullföljde inte |
| Kyle Jones      | Herrarnas triathlon | 18.31            | 0.38    | 59.17           | 0.29            | 31.03           | 1:49.58         | 25              |
| Brent McMahon   | Herrarnas triathlon | 18.04            | 0.40    | 59.40           | 0.30            | 31.09           | 1:50.03         | 27              |
| Simon Whitfield | Herrarnas triathlon | 17.23            | 0.44    | Fullföljde inte | Fullföljde inte | Fullföljde inte | Fullföljde inte | Fullföljde inte |